# Campionato mondiale di Formula 1 1957
Il campionato mondiale di Formula 1 1957 organizzato dalla FIA è stato, nella storia della categoria, l'8° ad assegnare il campionato piloti.  È iniziato il 13 gennaio ed è terminato l'8 settembre, dopo 8 gare. Il titolo mondiale piloti è andato per la quinta volta al campione argentino Juan Manuel Fangio.

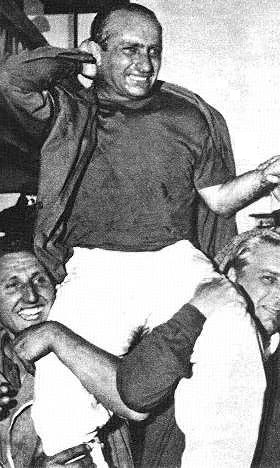
Juan Manuel Fangio portato in trionfo dopo il successo nel Gran Premio di Germania, vittoria che lo laureò campione del mondo per la quinta volta, la quarta di seguito.

## Riassunto stagione
Il team Vanwall divenne molto competitivo durante la stagione, sebbene la Connaught fu costretta al ritiro per mancanza di fondi e la BRM rimase inaffidabile. Fangio conquistò il suo quinto ed ultimo Titolo Mondiale, e la Vanwall fu vittoriosa in tre gare. La gara di Fangio al Nürburgring, dove sorpassò Hawthorn e Collins durante il penultimo giro dopo aver preso quasi un minuto di distacco, rimase un classico. Questa fu l'ultima stagione nella quale furono possibili i cambi di pilota al volante delle auto durante il Gran Premio.

## Scuderie e piloti
| Scuderia                       | Costruttore             | Telaio            | Motore                                       | Pneu        | Pilota                  | Gran Premi  |
| ------------------------------ | ----------------------- | ----------------- | -------------------------------------------- | ----------- | ----------------------- | ----------- |
| Ansted Rotary                  | Kurtis Kraft            | 500D 500G         | Offenhauser 4.5 L4                           | F           | Don Freeland            | 3           |
| Ansted Rotary                  | Kurtis Kraft            | 500D 500G         | Offenhauser 4.5 L4                           | F           | Pat O'Connor            | 3           |
| Bardahl/Pat Clancy             | Kurtis Kraft            | 500G 500G Special | Offenhauser 4.5 L4                           | F           | Al Keller               | 3           |
| Bardahl/Pat Clancy             | Kurtis Kraft            | 500G 500G Special | Offenhauser 4.5 L4                           | F           | Jack Turner             | 3           |
| Belond Exhaust/George Salih    | Epperly                 | Indy Roadster     | Offenhauser 4.5 L4                           | F           | Sam Hanks               | 3           |
| Bob Estes                      | Phillips                | Phillips          | Offenhauser 4.5 L4                           | F           | Bob Veith               | 3           |
| Bob Gerard                     | Cooper                  | T44               | Bristol BS2 2.2 L6                           | D           | Bob Gerard              | 5           |
| Bowes Seal Fast/Bignotti       | Kurtis Kraft            | 500G              | Offenhauser 4.5 L4                           | F           | Fred Agabashian         | 3           |
| Bowes Seal Fast/Bignotti       | Kurtis Kraft            | 500G              | Offenhauser 4.5 L4                           | F           | Johnny Boyd             | 3           |
| Braund Plywood                 | Kurtis Kraft            | 500C              | Offenhauser 4.5 L4                           | F           | Don Edmunds             | 3           |
| Bruce Halford                  | Maserati                | 250F              | Maserati 250F1 2.5 L6                        | D           | Bruce Halford           | 6-8         |
| Central Excavating/Pete Salemi | Kuzma                   | Indy Roadster     | Offenhauser 4.5 L4                           | F           | Tony Bonadies           | 3           |
| Central Excavating/Pete Salemi | Kuzma                   | Indy Roadster     | Offenhauser 4.5 L4                           | F           | Chuck Weyant            | 3           |
| Chiropractic/Lindsey Hopkins   | Shilala Epperly         | Indy Roadster     | Offenhauser 4.5 L4                           | F           | Bud Clemons             | 3           |
| Chiropractic/Lindsey Hopkins   | Shilala Epperly         | Indy Roadster     | Offenhauser 4.5 L4                           | F           | Jim Rathmann            | 3           |
| Connaught Engineering          | Connaught               | B                 | Alta GP 2.5 L4                               | D           | Stuart Lewis-Evans      | 2           |
| Connaught Engineering          | Connaught               | B                 | Alta GP 2.5 L4                               | D           | Ivor Bueb               | 2           |
| Cooper Car Company             | Cooper                  | T43               | Climax FPF 2.0 L4                            | D A         | Jack Brabham            | 2, 4, 7     |
| Cooper Car Company             | Cooper                  | T43               | Climax FPF 2.0 L4                            | D A         | Les Leston              | 2           |
| Cooper Car Company             | Cooper                  | T43               | Climax FPF 2.0 L4                            | D A         | Mike MacDowel           | 4           |
| Cooper Car Company             | Cooper                  | T43               | Climax FPF 2.0 L4                            | D A         | Roy Salvadori           | 5-7         |
| D-A Lubricants Racing          | Kuzma                   | Indy Roadster     | Offenhauser 4.5 L4                           | F           | Johnny Thomson          | 3           |
| Dayton Steel Foundry           | Kurtis Kraft            | 500G              | Offenhauser 4.5 L4                           | F           | Mike Magill             | 3           |
| Dean Van Lines                 | Kuzma                   | Indy Roadster     | Offenhauser 4.5 L4                           | F           | Jimmy Bryan             | 3           |
| Dick Gibson                    | Cooper                  | T43 F2            | Climax FPF 2.0 L4                            | D           | Dick Gibson             | 6           |
| Dr. Ing. K Porsche KG          | Porsche                 | RS550 F2          | Porsche 547/3 1.5 F4                         |             | Umberto Maglioli        | 6           |
| Dr. Ing. K Porsche KG          | Porsche                 | RS550 F2          | Porsche 547/3 1.5 F4                         | Edgar Barth | 6                       |             |
| Dunn Engineering               | Dunn                    | Indy Roadster     | Offenhauser 4.5 L4                           | F           | Al Herman               | 3           |
| Ecurie Maarsbergen             | Porsche                 | RS550 F2          | Porsche 547/3 1.5 F4                         | D           | Carel Godin de Beaufort | 6           |
| Ed Gdula                       | Kurtis Kraft            | 500C              | Offenhauser 4.5 L4                           | F           | Johnny Fedricks         | 3           |
| Federal Engineering            | Kurtis Kraft Snowberger | 500D 500E         | Offenhauser 4.5 L4                           | F           | Jim McWithey            | 3           |
| Federal Engineering            | Kurtis Kraft Snowberger | 500D 500E         | Offenhauser 4.5 L4                           | F           | Billy Garrett           | 3           |
| Federal Engineering            | Kurtis Kraft Snowberger | 500D 500E         | Offenhauser 4.5 L4                           | F           | George Amick            | 3           |
| Francesco Godia Sales          | Maserati                | 250F              | Maserati 250F1 2.5 L6                        | P           | Paco Godia              | 6-8         |
| Gilby Engineering              | Maserati                | 250F              | Maserati 250F1 2.5 L6                        | D           | Ivor Bueb               | 5           |
| Giuseppe Farina                | Kurtis Kraft            | 500G              | Offenhauser 4.5 L4                           | F           | Keith Andrews           | 3           |
| Greenman-Casale                | Kuzma                   | Indy Roadster     | Offenhauser 4.5 L4                           | F           | Johnnie Tolan           | 3           |
| H.A. Chapman                   | Kurtis Kraft            | 500G              | Offenhauser 4.5 L4                           | F           | Eddie Johnson           | 3           |
| Helse/H.H. Johnson             | Kurtis Kraft            | 500C              | Offenhauser 4.5 L4                           | F           | Jimmy Daywalt           | 3           |
| H. H. Gould                    | Maserati                | 250F              | Maserati 250F1 2.5 L6                        | D           | Horace Gould            | 2, 4-8      |
| Hoyt Machine/Fred Sommer       | Kurtis Kraft            | 500C              | Offenhauser 4.5 L4                           | F           | Jimmy Reece             | 3           |
| J. B. Naylor                   | Cooper                  | T43 F2            | Climax FPF 1.5 L4                            | D           | Brian Naylor            | 6           |
| J.C. Agajanian                 | Kuzma                   | Indy Roadster     | Offenhauser 4.5 L4                           | F           | Johnnie Parsons         | 3           |
| Jim Robbins                    | Kurtis Kraft            | 500G              | Offenhauser 4.5 L4                           | F           | Chuck Weyant            | 3           |
| Jo Bonnier                     | Maserati                | 250F              | Maserati 250F1 2.5 L6                        | P           | Jo Bonnier              | 5           |
| John Zink                      | Watson                  | Indy Roadster     | Offenhauser 4.5 L4                           | F           | Jud Larson              | 3           |
| John Zink                      | Watson                  | Indy Roadster     | Offenhauser 4.5 L4                           | F           | Troy Ruttman            | 3           |
| Jones & Maley Cars             | Kurtis Kraft            | 500C              | Offenhauser 4.5 L4                           | F           | Bob Christie            | 3           |
| Las Vegas Club                 | Kurtis Kraft            | 500G              | Offenhauser 4.5 L4                           | F           | Bill Cheesbourg         | 3           |
| Luigi Piotti                   | Maserati                | 250F              | Maserati 250F1 2.5 L6                        | P           | Luigi Piotti            | 1-2, 7-8    |
| Martin Brothers                | Kurtis Kraft            | Kurtis Kraft      | Offenhauser 4.5 L4                           | F           | Dempsey Wilson          | 3           |
| Massaglia Hotels               | Lesovsky                | Lesovsky          | Offenhauser 4.5 L4                           | F           | Gene Hartley            | 3           |
| McNamara/Kalamazoo Sports      | Kurtis Kraft            | 500D 500G         | Offenhauser 4.5 L4                           | F           | Ed Elisian              | 3           |
| McNamara/Kalamazoo Sports      | Kurtis Kraft            | 500D 500G         | Offenhauser 4.5 L4                           | F           | Andy Linden             | 3           |
| Meguiar's Mirror/Crawford      | Kurtis Kraft            | 500G              | Offenhauser 4.5 L4                           | F           | Ray Crawford            | 3           |
| Morgan Engineering             | Maserati                | 8CTF              | Maserati 8CTF 1.5 L8 s                       | F           | Danny Kladis            | 3           |
| Novi Racing                    | Kurtis Kraft            | 500F              | Novi V8                                      | F           | Tony Bettenhausen       | 3           |
| Novi Racing                    | Kurtis Kraft            | 500F              | Novi V8                                      | F           | Paul Russo              | 3           |
| Officine Alfieri Maserati      | Maserati                | 250F 250F T2      | Maserati 250F1 2.5 L6 Maserati 250F1 2.5 V12 | P           | Juan Manuel Fangio      | 1-2, 4-8    |
| Officine Alfieri Maserati      | Maserati                | 250F 250F T2      | Maserati 250F1 2.5 L6 Maserati 250F1 2.5 V12 | P           | Stirling Moss           | 1           |
| Officine Alfieri Maserati      | Maserati                | 250F 250F T2      | Maserati 250F1 2.5 L6 Maserati 250F1 2.5 V12 | P           | Jean Behra              | 1, 4-8      |
| Officine Alfieri Maserati      | Maserati                | 250F 250F T2      | Maserati 250F1 2.5 L6 Maserati 250F1 2.5 V12 | P           | Carlos Menditeguy       | 1-2, 4-5    |
| Officine Alfieri Maserati      | Maserati                | 250F 250F T2      | Maserati 250F1 2.5 L6 Maserati 250F1 2.5 V12 | P           | Giorgio Scarlatti       | 2, 6-8      |
| Officine Alfieri Maserati      | Maserati                | 250F 250F T2      | Maserati 250F1 2.5 L6 Maserati 250F1 2.5 V12 | P           | Harry Schell            | 2, 4-8      |
| Officine Alfieri Maserati      | Maserati                | 250F 250F T2      | Maserati 250F1 2.5 L6 Maserati 250F1 2.5 V12 | P           | Hans Herrmann           | 2           |
| Ottorino Volonterio            | Maserati                | 250F              | Maserati 250F1 2.5 L6                        | P           | Ottorino Volonterio     | 8           |
| Ottorino Volonterio            | Maserati                | 250F              | Maserati 250F1 2.5 L6                        | P           | André Simon             | 8           |
| Owen Racing Organisation       | BRM                     | P25               | BRM P25 2.5 L4                               | D           | Ron Flockhart           | 2, 4        |
| Owen Racing Organisation       | BRM                     | P25               | BRM P25 2.5 L4                               | D           | Roy Salvadori           | 2           |
| Owen Racing Organisation       | BRM                     | P25               | BRM P25 2.5 L4                               | D           | Herbert MacKay-Fraser   | 4           |
| Owen Racing Organisation       | BRM                     | P25               | BRM P25 2.5 L4                               | D           | Jack Fairman            | 5           |
| Owen Racing Organisation       | BRM                     | P25               | BRM P25 2.5 L4                               | D           | Les Leston              | 5           |
| Peter Schmidt                  | Kuzma                   | Indy Roadster     | Offenhauser 4.5 L4                           | F           | Eddie Sachs             | 3           |
| Ray Brady                      | Kurtis Kraft Schroeder  | 500C              | Offenhauser 4.5 L4                           | F           | Tony Bonadies           | 3           |
| Ray Brady                      | Kurtis Kraft Schroeder  | 500C              | Offenhauser 4.5 L4                           | F           | Andy Furci              | 3           |
| Ridgeway Managements           | Cooper                  | T43 F2 T41 F2     | Climax FPF 1.5 L4 Climax FWB 1.5 L4          | D           | Tony Marsh              | 6           |
| Ridgeway Managements           | Cooper                  | T43 F2 T41 F2     | Paul England                                 | D           | 6                       |             |
| Roger Wolcott                  | Lesovsky                | Lesovsky          | Offenhauser 4.5 L4                           | F           | Rodger Ward             | 3           |
| Roy McKay                      | Kurtis Kraft            | 500G              | Offenhauser 4.5 L4                           | F           | Don Edmunds             | 3           |
| Schildmeier Seal/Donaldson     | Kurtis Kraft            | 500G              | Offenhauser 4.5 L4                           | F           | Bill Cheesbourg         | 3           |
| Sclavi & Amos                  | Kurtis Kraft            | 500C              | Offenhauser 4.5 L4                           | F           | Eddie Russo             | 3           |
| Scuderia Centro Sud            | Maserati                | 250F              | Maserati 250F1 2.5 L6                        | P           | Harry Schell            | 1           |
| Scuderia Centro Sud            | Maserati                | 250F              | Maserati 250F1 2.5 L6                        | P           | Jo Bonnier              | 1, 7-8      |
| Scuderia Centro Sud            | Maserati                | 250F              | Maserati 250F1 2.5 L6                        | P           | Masten Gregory          | 2, 6-8      |
| Scuderia Centro Sud            | Maserati                | 250F              | Maserati 250F1 2.5 L6                        | P           | André Simon             | 2           |
| Scuderia Centro Sud            | Maserati                | 250F              | Maserati 250F1 2.5 L6                        | P           | Hans Herrmann           | 6           |
| Scuderia Centro Sud            | Ferrari                 | 500               | Ferrari 625 2.5 L4                           | P           | Alejandro de Tomaso     | 1           |
| Scuderia Ferrari               | Ferrari                 | D50 801           | Ferrari DS50 2.5 V8                          | E P         | Peter Collins           | 1-2, 4-6, 8 |
| Scuderia Ferrari               | Ferrari                 | D50 801           | Ferrari DS50 2.5 V8                          | E P         | Luigi Musso             | 1, 4-8      |
| Scuderia Ferrari               | Ferrari                 | D50 801           | Ferrari DS50 2.5 V8                          | E P         | Eugenio Castellotti     | 1           |
| Scuderia Ferrari               | Ferrari                 | D50 801           | Ferrari DS50 2.5 V8                          | E P         | Mike Hawthorn           | 1-2, 4-6, 8 |
| Scuderia Ferrari               | Ferrari                 | D50 801           | Ferrari DS50 2.5 V8                          | E P         | Wolfgang von Trips      | 1-2, 8      |
| Scuderia Ferrari               | Ferrari                 | D50 801           | Ferrari DS50 2.5 V8                          | E P         | Cesare Perdisa          | 1           |
| Scuderia Ferrari               | Ferrari                 | D50 801           | Ferrari DS50 2.5 V8                          | E P         | Alfonso de Portago      | 1           |
| Scuderia Ferrari               | Ferrari                 | D50 801           | Ferrari DS50 2.5 V8                          | E P         | José Froilán González   | 1           |
| Scuderia Ferrari               | Ferrari                 | D50 801           | Ferrari DS50 2.5 V8                          | E P         | Maurice Trintignant     | 2, 4-5      |
| Seal Line                      | Kurtis Kraft            | 500G              | Offenhauser 4.5 L4                           | F           | Cliff Griffith          | 3           |
| Shannon Brothers               | Watts                   | Watts             | Offenhauser 4.5 L4                           | F           | Gene Force              | 3           |
| Sumar/Chapman Root             | Kurtis Kraft            | 500G 500D         | Offenhauser 4.5 L4                           | F           | Johnnie Parsons         | 3           |
| Sumar/Chapman Root             | Kurtis Kraft            | 500G 500D         | Offenhauser 4.5 L4                           | F           | Dick Rathmann           | 3           |
| Sumar/Chapman Root             | Kurtis Kraft            | 500G 500D         | Offenhauser 4.5 L4                           | F           | Marshall Teague         | 3           |
| Travelon Trailer/Ernest Ruiz   | Kurtis Kraft            | 500B              | Offenhauser 4.5 L4                           | F           | Elmer George            | 3           |
| Trio Brdeact Wind Allass       | Kurtis Kraft            | 500D              | Offenhauser 4.5 L4                           | F           | Jimmy Davies            | 3           |
| Vandervell Products            | Vanwall                 | VW5               | Vanwall 254 2.5 L4                           | P           | Stirling Moss           | 2, 5-8      |
| Vandervell Products            | Vanwall                 | VW5               | Vanwall 254 2.5 L4                           | P           | Tony Brooks             | 2, 5-8      |
| Vandervell Products            | Vanwall                 | VW5               | Vanwall 254 2.5 L4                           | P           | Stuart Lewis-Evans      | 4-8         |
| Vandervell Products            | Vanwall                 | VW5               | Vanwall 254 2.5 L4                           | P           | Roy Salvadori           | 4           |

## Gare Mondiali
| Nº | Gran Premio                  | Circuito     | Pole position      | Giro veloce        | Pilota vincitore          | Scuderia vincitrice | Resoconto |
| -- | ---------------------------- | ------------ | ------------------ | ------------------ | ------------------------- | ------------------- | --------- |
| 1  | Gran Premio d'Argentina      | Buenos Aires | Stirling Moss      | Stirling Moss      | Juan Manuel Fangio        | Maserati            | Resoconto |
| 2  | Gran Premio di Monaco        | Monaco       | Juan Manuel Fangio | Juan Manuel Fangio | Juan Manuel Fangio        | Maserati            | Resoconto |
| 3  | 500 Miglia di Indianapolis   | Indianapolis | Pat O'Connor       | Jim Rathmann       | Sam Hanks                 | Epperly-Offenhauser | Resoconto |
| 4  | Gran Premio di Francia       | Rouen        | Juan Manuel Fangio | Luigi Musso        | Juan Manuel Fangio        | Maserati            | Resoconto |
| 5  | Gran Premio di Gran Bretagna | Aintree      | Stirling Moss      | Stirling Moss      | Tony Brooks Stirling Moss | Vanwall             | Resoconto |
| 6  | Gran Premio di Germania      | Nürburgring  | Juan Manuel Fangio | Juan Manuel Fangio | Juan Manuel Fangio        | Maserati            | Resoconto |
| 7  | Gran Premio di Pescara       | Pescara      | Juan Manuel Fangio | Stirling Moss      | Stirling Moss             | Vanwall             | Resoconto |
| 8  | Gran Premio d'Italia         | Monza        | Stuart Lewis-Evans | Tony Brooks        | Stirling Moss             | Vanwall             | Resoconto |

### Gran Premio d'Argentina
Buenos Aires - 13 gennaio 1957 - V Gran Premio de la Republica Argentina

#### Ordine d'arrivo
1. Juan Manuel Fangio (Maserati)
2. Jean Behra (Maserati)
3. Carlos Menditeguy (Maserati)
4. Harry Schell (Maserati)
5. Alfonso de Portago e José Froilán González (Lancia-Ferrari)

### Gran Premio di Monaco
Montecarlo - 19 maggio 1957 - XV Grand Prix Automobile de Monaco

#### Ordine d'arrivo
1. Juan Manuel Fangio (Maserati)
2. Tony Brooks (Vanwall)
3. Masten Gregory (Maserati)
4. Stuart Lewis-Evans (Connaught-Alta)
5. Maurice Trintignant (Lancia-Ferrari)

### 500 Miglia di Indianapolis
Indianapolis - 30 maggio 1957 - XLI Indianapolis International Motor Sweepstakes

#### Ordine d'arrivo
1. Sam Hanks (Epperly-Offenhauser)
2. Jim Rathmann (Epperly-Offenhauser)
3. Jimmy Bryan (Kuzma-Offenhauser)
4. Paul Russo (Kurtis Kraft-Novi)
5. Andy Linden (Kurtis Kraft-Offenhauser)

### Gran Premio di Francia
Rouen - 7 luglio 1957 - XLIII Grand Prix de l'A.C.F.

#### Ordine d'arrivo
1. Juan Manuel Fangio (Maserati)
2. Luigi Musso (Lancia-Ferrari)
3. Peter Collins (Lancia-Ferrari)
4. Mike Hawthorn (Lancia-Ferrari)
5. Jean Behra (Maserati)

### Gran Premio di Gran Bretagna
Aintree - 20 luglio 1957 - X R.A.C. British Grand Prix, Grand Prix d'Europe

#### Ordine d'arrivo
1. Stirling Moss e Tony Brooks (Vanwall)
2. Luigi Musso (Lancia-Ferrari)
3. Mike Hawthorn (Lancia-Ferrari)
4. Maurice Trintignant e Peter Collins (Lancia-Ferrari)
5. Roy Salvadori (Cooper-Climax)

### Gran Premio di Germania
Nürburgring - 4 agosto 1957 - XIX Groß Preis von Deutschland

#### Ordine d'arrivo
1. Juan Manuel Fangio (Maserati)
2. Mike Hawthorn (Lancia-Ferrari)
3. Peter Collins (Lancia-Ferrari)
4. Luigi Musso (Lancia-Ferrari)
5. Stirling Moss (Vanwall)

### Gran Premio di Pescara

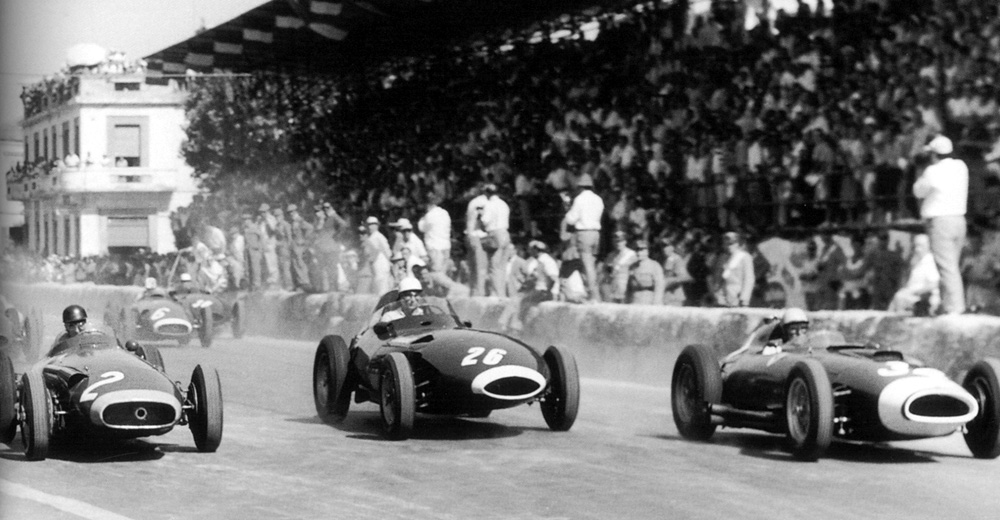
Partenza del Gran Premio di Pescara.

Pescara - 18 agosto 1957 - XXV Gran Premio di Pescara

#### Ordine d'arrivo
1. Stirling Moss (Vanwall)
2. Juan Manuel Fangio (Maserati)
3. Harry Schell (Maserati)
4. Masten Gregory (Maserati)
5. Stuart Lewis-Evans (Vanwall)

### Gran Premio d'Italia
Autodromo nazionale di Monza - 8 settembre 1957 - XXVIII Gran Premio d'Italia

#### Ordine d'arrivo
1. Stirling Moss (Vanwall)
2. Juan Manuel Fangio (Maserati)
3. Wolfgang von Trips (Lancia-Ferrari)
4. Masten Gregory (Maserati)
5. Harry Schell e Giorgio Scarlatti (Maserati)

## Gare non valide per il Campionato Mondiale
| Gara                                  | Circuito     | Data         | Vincitore          | Costruttore    | Resoconto |
| ------------------------------------- | ------------ | ------------ | ------------------ | -------------- | --------- |
| XI Gran Premio Ciudad de Buenos Aires | Buenos Aires | 27 gennaio   | Juan Manuel Fangio | Maserati       |           |
| VII Gran Premio di Siracusa           | Siracusa     | 7 aprile     | Peter Collins      | Lancia-Ferrari |           |
| XVII Grand Prix de Pau                | Pau          | 22 aprile    | Jean Behra         | Maserati       |           |
| V Glover Trophy                       | Goodwood     | 22 aprile    | Stuart Lewis-Evans | Connaught-Alta |           |
| X Gran Premio di Napoli               | Posillipo    | 29 aprile    | Peter Collins      | Lancia-Ferrari |           |
| XXIII Grand Prix de Reims             | Reims        | 14 luglio    | Luigi Musso        | Lancia-Ferrari |           |
| V Grand Prix de Caen                  | Caen         | 28 luglio    | Jean Behra         | BRM            |           |
| IX BRDC International Trophy          | Silverstone  | 14 settembre | Jean Behra         | BRM            |           |
| V Gran Premio di Modena               | Modena       | 22 settembre | Jean Behra         | Maserati       | Resoconto |
| VI Grand Prix de Maroc                | Ain-Diab     | 27 ottobre   | Jean Behra         | Maserati       |           |

## Classifica

### Classifica piloti
Il sistema di punteggio prevedeva l'attribuzione ai primi cinque classificati rispettivamente di 8, 6, 4, 3 e 2 punti. I punti venivano divisi equamente tra i piloti alla guida di una vettura condivisa; in questi casi il piazzamento a punti è indicato con il simbolo ‡ in tabella. Un punto aggiuntivo veniva assegnato al detentore del giro più veloce. Per la classifica finale valevano i migliori cinque risultati; nella colonna Punti sono indicati i punti effettivamente validi per il campionato, tra parentesi i punti totali conquistati.
| Pos. | Pilota                  |     |     |     |     |     |     |     |     | Punti   |
| ---- | ----------------------- | --- | --- | --- | --- | --- | --- | --- | --- | ------- |
| 1    | Juan Manuel Fangio      | 1   | 1   |     | 1   | Rit | 1   | 2   | 2   | 40 (46) |
| 2    | Stirling Moss           | 8   | Rit |     |     | 1‡  | 5   | 1   | 1   | 25      |
| 3    | Luigi Musso             | Rit |     |     | 2   | 2   | 4   | Rit | 8   | 16      |
| 4    | Mike Hawthorn           | Rit | Rit |     | 4   | 3   | 2   |     | 6   | 13      |
| 5    | Tony Brooks             |     | 2   |     |     | 1‡  | 9   | Rit | 7   | 11      |
| 6    | Masten Gregory          |     | 3   |     |     |     | 8   | 4   | 4   | 10      |
| =    | Harry Schell            | 4   | Rit |     | 5   | Rit | 7   | 3   | 5‡  | 10      |
| 8    | Sam Hanks               |     |     | 1   |     |     |     |     |     | 8       |
| =    | Peter Collins           | 6   | Rit |     | 3   | 4   | 3   |     | Rit | 8       |
| 10   | Jim Rathmann            |     |     | 2   |     |     |     |     |     | 7       |
| 11   | Jean Behra              | 2   |     |     | 6   | Rit | 6   | Rit | Rit | 6       |
| 12   | Stuart Lewis-Evans      |     | 4   |     | Rit | 7   | Rit | 5   | Rit | 5       |
| =    | Maurice Trintignant     |     | 5   |     | Rit | 4   |     |     |     | 5       |
| 14   | Wolfgang von Trips      | 6   | Rit |     |     |     |     |     | 3   | 4       |
| =    | Carlos Menditeguy       | 3   | Rit |     | Rit | Rit |     |     |     | 4       |
| =    | Jimmy Bryan             |     |     | 3   |     |     |     |     |     | 4       |
| 17   | Paul Russo              |     |     | 4   |     |     |     |     |     | 3       |
| 18   | Andy Linden             |     |     | 5   |     |     |     |     |     | 2       |
| =    | Roy Salvadori           |     | NQ  |     | Rit | 5   | Rit | Rit |     | 2       |
| 20   | Giorgio Scarlatti       |     | Rit |     |     |     | 10  | 6   | 5‡  | 1       |
| =    | Alfonso de Portago      | 5‡  |     |     |     |     |     |     |     | 1       |
| =    | José Froilán González   | 5‡  |     |     |     |     |     |     |     | 1       |
| –    | Jack Brabham            |     | 6   |     | 7   | Rit | Rit | 7   |     | 0       |
| –    | Cesare Perdisa          | 6   |     |     |     |     |     |     |     | 0       |
| –    | Johnny Boyd             |     |     | 6   |     |     |     |     |     | 0       |
| –    | Bob Gerard              |     |     |     |     | 6   |     |     |     | 0       |
| –    | Jo Bonnier              | 7   |     |     |     | Rit |     | Rit | Rit | 0       |
| –    | Marshall Teague         |     |     | 7   |     |     |     |     |     | 0       |
| –    | Mike MacDowel           |     |     |     | 7   |     |     |     |     | 0       |
| –    | Ivor Bueb               |     | Rit |     |     | 8   |     |     |     | 0       |
| –    | Pat O'Connor            |     |     | 8   |     |     |     |     |     | 0       |
| –    | Paco Godia              |     |     |     |     |     | Rit | Rit | 9   | 0       |
| –    | Alejandro de Tomaso     | 9   |     |     |     |     |     |     |     | 0       |
| –    | Bob Veith               |     |     | 9   |     |     |     |     |     | 0       |
| –    | Horace Gould            |     | Rit |     | Rit | NP  | Rit | Rit | 10  | 0       |
| –    | Luigi Piotti            | 10  | NQ  |     |     |     |     | Rit | Rit | 0       |
| –    | Gene Hartley            |     |     | 10  |     |     |     |     |     | 0       |
| –    | Bruce Halford           |     |     |     |     |     | 11  | Rit | Rit | 0       |
| –    | André Simon             |     | NQ  |     |     |     |     |     | 11  | 0       |
| –    | Jack Turner             |     |     | 11  |     |     |     |     |     | 0       |
| –    | Ottorino Volonterio     |     |     |     |     |     |     |     | 11  | 0       |
| –    | Johnny Thomson          |     |     | 12  |     |     |     |     |     | 0       |
| –    | Edgar Barth             |     |     |     |     |     | 12  |     |     | 0       |
| –    | Bob Christie            |     |     | 13  |     |     |     |     |     | 0       |
| –    | Brian Naylor            |     |     |     |     |     | 13  |     |     | 0       |
| –    | Chuck Weyant            |     |     | 14  |     |     |     |     |     | 0       |
| –    | Carel Godin de Beaufort |     |     |     |     |     | 14  |     |     | 0       |
| –    | Tony Bettenhausen       |     |     | 15  |     |     |     |     |     | 0       |
| –    | Tony Marsh              |     |     |     |     |     | 15  |     |     | 0       |
| –    | Johnnie Parsons         |     |     | 16  |     |     |     |     |     | 0       |
| –    | Don Freeland            |     |     | 17  |     |     |     |     |     | 0       |
| –    | Ron Flockhart           |     | Rit |     | Rit |     |     |     |     | 0       |
| –    | Les Leston              |     | NQ  |     |     | Rit |     |     |     | 0       |
| –    | Hans Herrmann           |     | NQ  |     |     |     | Rit |     |     | 0       |
| –    | Eugenio Castellotti     | Rit |     |     |     |     |     |     |     | 0       |
| –    | Jimmy Reece             |     |     | Rit |     |     |     |     |     | 0       |
| –    | Don Edmunds             |     |     | Rit |     |     |     |     |     | 0       |
| –    | Johnnie Tolan           |     |     | Rit |     |     |     |     |     | 0       |
| –    | Al Herman               |     |     | Rit |     |     |     |     |     | 0       |
| –    | Fred Agabashian         |     |     | Rit |     |     |     |     |     | 0       |
| –    | Eddie Sachs             |     |     | Rit |     |     |     |     |     | 0       |
| –    | Mike Magill             |     |     | Rit |     |     |     |     |     | 0       |
| –    | Eddie Johnson           |     |     | Rit |     |     |     |     |     | 0       |
| –    | Bill Cheesbourg         |     |     | Rit |     |     |     |     |     | 0       |
| –    | Al Keller               |     |     | Rit |     |     |     |     |     | 0       |
| –    | Jimmy Daywalt           |     |     | Rit |     |     |     |     |     | 0       |
| –    | Ed Elisian              |     |     | Rit |     |     |     |     |     | 0       |
| –    | Rodger Ward             |     |     | Rit |     |     |     |     |     | 0       |
| –    | Troy Ruttman            |     |     | Rit |     |     |     |     |     | 0       |
| –    | Eddie Russo             |     |     | Rit |     |     |     |     |     | 0       |
| –    | Elmer George            |     |     | Rit |     |     |     |     |     | 0       |
| –    | Herbert MacKay-Fraser   |     |     |     | Rit |     |     |     |     | 0       |
| –    | Jack Fairman            |     |     |     |     | Rit |     |     |     | 0       |
| –    | Umberto Maglioli        |     |     |     |     |     | Rit |     |     | 0       |
| –    | Paul England            |     |     |     |     |     | Rit |     |     | 0       |
| –    | Dick Gibson             |     |     |     |     |     | Rit |     |     | 0       |
| –    | George Amick            |     |     | NQ  |     |     |     |     |     | 0       |
| –    | Tony Bonadies           |     |     | NQ  |     |     |     |     |     | 0       |
| –    | Dick Rathmann           |     |     | NQ  |     |     |     |     |     | 0       |
| –    | Jud Larson              |     |     | NQ  |     |     |     |     |     | 0       |
| –    | Cliff Griffith          |     |     | NQ  |     |     |     |     |     | 0       |
| –    | Jimmy Davies            |     |     | NQ  |     |     |     |     |     | 0       |
| –    | Billy Garrett           |     |     | NQ  |     |     |     |     |     | 0       |
| –    | Jim McWithey            |     |     | NQ  |     |     |     |     |     | 0       |
| –    | Dempsey Wilson          |     |     | NQ  |     |     |     |     |     | 0       |
| –    | Ray Crawford            |     |     | NQ  |     |     |     |     |     | 0       |
| –    | Andy Furci              |     |     | NQ  |     |     |     |     |     | 0       |
| –    | Bud Clemons             |     |     | NQ  |     |     |     |     |     | 0       |
| –    | Keith Andrews           |     |     | NQ  |     |     |     |     |     | 0       |
| –    | Gene Force              |     |     | NQ  |     |     |     |     |     | 0       |
| –    | Johnny Fedricks         |     |     | NQ  |     |     |     |     |     | 0       |
| –    | Danny Kladis            |     |     | NQ  |     |     |     |     |     | 0       |
| Pos. | Pilota                  |     |     |     |     |     |     |     |     | Punti   |

| Legenda | 1º posto     | 2º posto | 3º posto    | A punti         | Senza punti/Non class.  | Grassetto – Pole position Corsivo – Giro più veloce |
| Legenda | Squalificato | Ritirato | Non partito | Non qualificato | Solo prove/Terzo pilota | Grassetto – Pole position Corsivo – Giro più veloce |